# 프란체스코 시안나

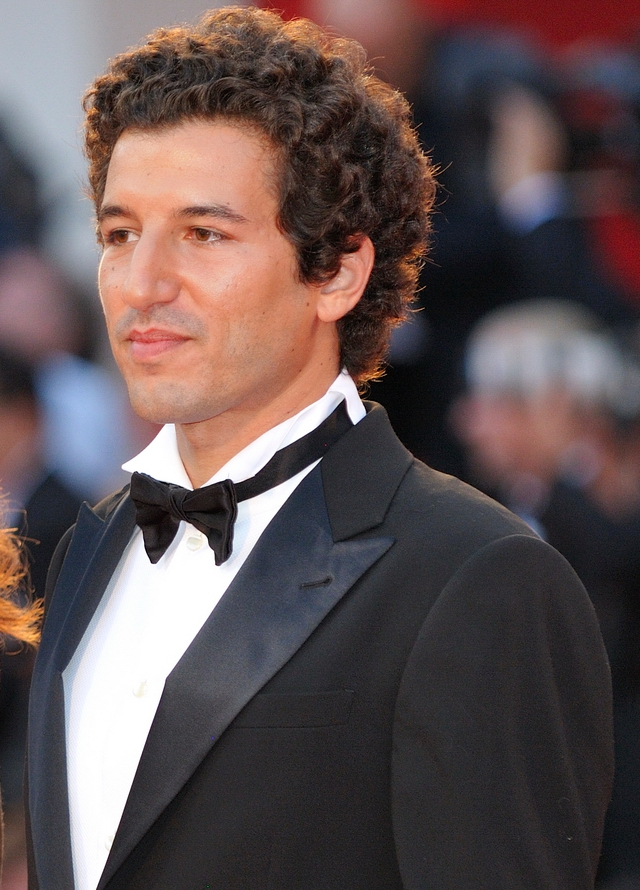

프란체스코 시안나(이탈리아어: Francesco Scianna, 1982년 5월 25일 ~ )는 이탈리아의 배우이다.
팔레르모에서 태어났다.

## 영화
- 프라이스 오브 디자이어 (2015년)
- 플로렌스 파이트 클럽 (2015년)
- 라틴 러버 (2015년)
- 패스튼 유어 시트벨츠 (2014년)
- 컴 일 벤토 (2013년)
- 아이테이커 - 이탈리안스 낫 얼라우드 (2012년)
- 발라자스카 (2010년)
- 바리아 (2009년)
- 피의 향기 (2004년)